# Piero Maccarinelli
Pierantonio Maccarinelli, detto Piero (Brescia, 22 gennaio 1957), è un regista teatrale e direttore artistico italiano.

## Biografia
Dopo aver avviato gli studi di Architettura presso il Politecnico di Milano, consegue il diploma in regia presso il Piccolo di Milano nel 1979. Nel 1982 avvia la sua carriera di regista.
Diventa in seguito assistente di Maurizio Scaparro per la Biennale di Venezia ed il Teatro alla Scala. Nel 1984 è aiuto regista del film Don Chisciotte diretto da Maurizio Scaparro;
nel 1988 è casting e aiuto regista del film La leggenda del santo bevitore, diretto da Ermanno Olmi. Ha pubblicato con Tullio Kezich il libro" Da Roth  a Olmi" per Nuova immagine cinema
Nel 1994 idea la mostra SOTTO LE STELLE DEL 44 al Palazzo delle  Esposizioni di Roma con Netta Vespignani Enzo Siciliano e Miriam Mafai catalogo Zefiro codice IBSN 88-86532-01-6
Dal 1984 al 2001 è stato nel consiglio di amministrazione nella casa di produzione cinematografica Mikado Film.
Vive e lavora a Roma, dove ha fondato nel 2004 con Carlo Degli Esposti, Carol Levi, Tilde Corsi, Cristina Comencini, Roberto Cicutto, Gian Casoni, Riccardo Tozzi e Guendalina Ponti Artisti Riuniti, associazione culturale di cui è stato direttore artistico,  dal 2014 trasformata in società a responsabilità limitata.
Con Walter Veltroni e Maria Ida Gaeta ha ideato il Festival letterature alla Basilica di Massenzio, di cui è stato  regista dal 2002 al 2008.
Anche docente in varie scuole di recitazione teatrale e cinematografica (Scuola di teatro Alessandra Galante Garrone di Bologna, corsi di recitazione cinematografica per il Comune di Bologna, scuola del Teatro di Roma diretta da Luca Ronconi, scuola del Teatro Stabile del Veneto, Accademia nazionale d'arte drammatica "Silvio D'Amico", Centro sperimentale di cinematografia (CSC).
Nella stagione 2018-2019 ha diretto il workshop, prodotto da Artisti Riuniti, in collaborazione con SIAE "Dalla drammaturgia tradizionale all'algoritmo - Teatro e sistemi complessi" sui rapporti fra drammaturgia-intelligenza artificiale e giochi di ruolo.
Nel 2015 Rai Libri ha pubblicato Adda passà 'a nuttata sui primi 10 anni di attività di Artisti Riuniti.
Ha commissionato numerose opere teatrali fra gli altri a Cristina Comencini, Marco Malvaldi, Daniele Mencarelli, Paolo Malaguti per promuovere rapporti fattivi fra letteratura cinema e teatro che è stata la missione della associazione Artisti Riuniti.
Da settembre 2021 è  stato direttore artistico del Teatro Parioli (il Parioli), riaperto dopo la pandemia di COVID-19 per tre stagioni.
Nel 2023 è stato nominato dal Presidente della Repubblica Sergio Mattarella Commendatore Ordine al merito della Repubblica Italiana.

## Teatro
- Experimentum mundi, musiche di Giorgio Battistelli, Parigi, Festival d'Automne, 13 novembre 1982.
- La casa dei sogni di Italo Moscati, Benevento, 7 settembre 1984.
- L'affittacamere di Joe Orton, Milano, Teatro di Porta Romana, 6 maggio 1985.
- Teppisti! di Giuseppe Manfridi, Roma, Spaziouno, 4 novembre 1985.
- Dormire nel cannone di Alida Maria Sessa, Roma, Teatro Due, 24 aprile 1986.
- La fiaccola sotto il moggio di Gabriele D'Annunzio, riduzione di Annibale Ruccello, Roma, Teatro Quirino, 5 novembre 1986.
- I tre moschettieri. X puntata, di Ghigo De Chiara, Teatro Stabile dell’Aquila, 3 aprile 1987
- Anima bianca di Giuseppe Manfridi, Roma, Teatro della Cometa, 24 febbraio 1987.
- Perché irrompa la luce, con Irene Papas, Mozia, 15 luglio 1988
- Giacomo, il prepotente di Giuseppe Manfridi, Genova, Teatro Duse, 15 febbraio 1989.
- Alla meta di Thomas Bernhard, Asti Teatro, 28 giugno 1989.
- Hanging the President, di Michele Celeste, regia di Piero Maccarinelli e Pamela Villoresi, Asti Teatro, 27 settembre 1990.
- L'ospite desiderato di Rosso di San Secondo, Roma, Sala Umberto, 7 novembre 1990
- Decadenze, di Steven Berkoff, Roma, Sala Umberto, 28 gennaio 1991.
- Cerimonie per un addio, di Giuseppe Manfridi, Roma, Sala Umberto, 24 febbraio 1991.
- I soldi degli altri (Others people money) di Jerry Sterner, Bologna, Teatro Duse, 4 aprile 1991.
- L'ispettore segugio di Tom Stoppard, Viareggio, Noir in festival, 29 giugno 1991.
- Le Palier (Ti amo, Maria!) di Giuseppe Manfridi, Parigi, Petit Montparnasse, 8 maggio 1992.
- Verso la fine dell'estate di Carlo Repetti, Spoleto, 26 giugno 1992.
- Omaggio a Octavio Paz, Roma, Accademia di Spagna, 30 giugno 1992.
- Festa d'estate (Lips Together, Teeth Apart) di Terrence McNally, Milano, Teatro San Babila, 13 aprile 1993.
- Loro di Ugo Chiti, Lei di Giuseppe Manfridi, Roma, Piccolo Eliseo, 5 giugno 1993.
- Il melologo comico, da Stranilandia di Stefano Benni, Roma, Teatro Vascello, 22 luglio 1993.
- I sette peccati capitali: accidia di Enzo Siciliano, Benevento, 18 settembre 1993.
- Indians. La vera storia del Circo di Buffalo Bill di Arthur Kopit, Roma, Palazzo delle Esposizioni, 16 dicembre 1993.
- Dinner Party di Pier Vittorio Tondelli, Reggio Emilia, Teatro Ariosto, 9 aprile 1994.
- Paz Music, testi di Octavio Paz, Lisbona, XVIII Encontros Gulbenkian de Música Contemporânea, 7 maggio 1994.
- Scuola romana di Enzo Siciliano, Roma, Piccolo Eliseo, 1 giugno 1994.
- Line di Israel Horovitz, Parma, Teatro Due, 1 dicembre 1994.
- Vita col padre di Howard Lindsay e Russel Crouse, Roma, Teatro Quirino, 16 novembre 1994.
- L'Esposizione Universale, di Luigi Squarzina, Roma, Palazzo delle Esposizioni, 16 febbraio 1995.
- Preferirei di no di Antonia Brancati, Taormina, Palazzo dei Congressi, 23 luglio 1995.
- Harvey di Mary Chase, Milano, Teatro San Babila, 13 febbraio 199
- La partitella di Giuseppe Manfridi, Roma, Teatro Quirino, 30 aprile 1996.
- Una notte a Sorrento di Ivan Turgenev, Sorrento, estate 1996
- Pallida madre, tenera sorella di Jorge Semprún, Gibellina, 24 settembre 1996.
- Quando il marito va a caccia di Georges Feydeau, Milano, Teatro San Babila, 4 marzo 1997
- Dolores Ibarruri versa lacrime amare di Antonio Tabucchi, Firenze, Teatro La Pergola, 7 marzo 1997
- Il riformatore del mondo di Thomas Bernhard, Milano, Teatro Franco Parenti, 22 ottobre 1997.
- Ahi, corpo crudele! di Giuseppe Manfridi, Orvieto, Roma, Teatro della Cometa, 3 febbraio 1998.
- Operette morali di Giacomo Leopardi, Roma, Teatro dell’Angelo, 30 giugno 1998.
- Differenti opinioni (Amy's view) di David Hare, Pistoia, Teatro Manzoni, 31 ottobre 1998.
- Rosanero di Roberto Cavosi, Rieti, Teatro Vespasiano, 23 gennaio 1999
- Prima della pensione di Thomas Bernhard, Novara, Teatro Coccia, 26 marzo 1999.
- Elegia per una signora, parte prima, di Arthur Miller, Benevento, Teatro Comunale, 4 settembre 1999.
- L'invenzione dell'amore di Tom Stoppard, Palermo, Politeama Garibaldi, 9 ottobre 1999.
- L'amico di tutti di Bernard Slade, Genova, Politeama Genovese, 18 febbraio 2000
- Elettra di Euripide, Teatro Greco di Siracusa, 23 giugno 2000.
- Oreste di Euripide, Teatro Greco di Siracusa, 24 giugno 2000.
- Frammenti di un discorso amoroso di Roland Barthes, Palermo, ex stazione Lolli, 18 novembre 2000.
- Tre variazioni della vita di Yasmina Reza, Fermo, Teatro dell’Aquila, 6 febbraio 2001
- Il fu Mattia Pascal, adattamento di Tullio Kezich, Milano, Teatro Manzoni, 2 ottobre 2001
- Gin Game di Donald L. Coburn, Benevento, Teatro Comunale, 7 settembre 2002.
- Ifigenia in Aulide di Euripide, Vicenza, Teatro Olimpico, 19 settembre 2002.
- Moosbrugger. L’angelo sterminatore di Enrico Groppali, Bologna, Arena del Sole, 14 novembre 2002.
- La coscienza di Zeno, adattamento di Tullio Kezich, Trieste, Politeama Rossetti, 7 gennaio 2003.
- L'altra metà di Rocco Familiari, Teatro Stabile di Catania, aprile 2003
- 4.48 Psychosis di Sarah Kane, Roma, Teatro Palladium, 25 maggio 2004.
- Eneide di Virgilio, lettura integrale in 12 serate Roma, Mercati di Traiano, 5 luglio 2004.
- Eneide. Nostra contemporanea, Roma, Basilica di Masenzio, 18 settembre 2004.
- Le troiane di Euripide, Vicenza, Teatro Olimpico, 7 ottobre 2005.
- Un'ora e mezzo di ritardo, di Gèrald Sibleyras e Jean Dell, Pistoia, Teatro Manzoni, 14 ottobre 2005.
- Il fucile da caccia, da Inoue Yasushi, Roma, Teatro Valle, 6 dicembre 2005.
- Nathan il saggio di Gotthold Ephraim Lessing, Roma, Teatro Palladium, 20 febbraio 2006.
- Cara Cina di Goffredo Parise, Venezia, Ateneo Veneto, 24 febbraio 2006.
- Blackout di Natasha Radojčić-Kane, Roma, Teatro Valle, 8 maggio 2006
- Odissea, tre notti di viaggio con Ulisse, adattamento di Dario Del Corno, Roma, Parco della Musica, 26-28 luglio 2006.
- Medea, di Euripide, Vicenza, Teatro Olimpico, 28 settembre 2006.
- La stanza di sopra di Stefano Ricci e Gianni Forte, Roma, Teatro Valle, 6 novembre 2006.
- Gallina vecchia, di Augusto Novelli, Volterra, Teatro Persio Flacco, 31 marzo 2007.
- Mussolini, l’ultima notte di Gianni Clerici, Roma, Teatro Valle, 2 aprile 2007.
- Iliade. L'aspra contesa, adattamento di Guido Paduano, 12 serate per 12 libri Roma, Foro Traiano, 25 giugno 2007.
- Progetto Iliade e Odissea, Segesta Festival, 12-13 e 14-15 agosto 2007.
- Canto le armi le donne e gli eroi, Roma, Palazzo Braschi, 8 settembre 2007.
- Lunga giornata verso la notte di Eugene O'Neill, Chieti, Teatro Marrucino, 7 ottobre 2007.
- Ritter, Dene, Voss di Thomas Bernhard, Roma, Teatro India, 6 novembre 2007.
- L’arte del dubbio di Gianrico Carofiglio, Roma, Teatro Eliseo, 3 dicembre 2007.
- Il romanzo di Ferrara, di Tullio Kezich, Roma, Teatro Paladium, 10 aprile 2008.
- Gli occhiali d’oro, di Tullio Kezich, Milano, Teatro Franco Parenti, 5 maggio 2008.
- Iliade e Odissea a Segesta - Incipit ed exit, Segesta, 12 agosto 2008.
- Freud, Freud, I love you, scherzo musicale di Luca Mosca, Roma, Teatro Olimpico, 15 gennaio 2009.
- Tu non sei più mio padre. Edda: piccola Antigone fascista, di Pasquale Chessa e Muriel Drazien, Roma, Piccolo Eliseo, 19 gennaio 2009.
- L’ultimo safari, di Mauro Covacich, Roma, Piccolo Eliseo, 26 gennaio 2009.
- Tra le sbarre la luce, Roma, San Michele a Ripa, 7 aprile 2009.
- Leonilde, storia eccezionale di una donna normale di Sergio Claudio Perroni, Roma, Sala della Protomoteca, Campidoglio Roma 4 dicembre 2009.
- L'amore crudele di Silvana Mazzocchi e Patrizia Pistagnesi, Roma, Piccolo Eliseo, 1º febbraio 2010.
- Troilo > Cressida di William Shakespeare, Spoleto, 25 giugno 2010.
- Vincere si deve la sorte, dal libro V dell'Eneide di Virgilio, Gibellina, 24 luglio 2010..
- La banalità dell'amore di Savyon Liebrecht, Roma, Piccolo Eliseo, 4 aprile 2011 poi Teatro Mercadante Napoli 2020.
- La lingua a pezzi di Juan Mayorga, Roma, Teatro India, 26 ottobre 2011.
- Dolores Ibarruri versa lacrime amare di Antonio Tabucchi, Roma, Palazzo Santa Chiara, 25 novembre 2011.
- Colazione da Tiffany, di Truman Capote, Pistoia, Teatro Manzoni, 13 gennaio 2012.
- Il sistema di Ponzi, di David Lescot, Roma, Piccolo Eliseo, 13 febbraio 2012.
- Il gioco dell'amore e del caso di Marivaux trad Manfridi, Firenze, Teatro della Pergola, 24 aprile 2012.
- Io e… Indro Montanelli, da testi di Indro Montanelli, di Galli Della Loggia Spoleto, 6 luglio 2012.
- John Gabriel Borkman di Henrik Ibsen, trad Magris Pistoia, Teatro Manzoni, 10 ottobre 2012.
- Farà giorno di Rosa A. Menduni e Roberto De Giorgi, Novara, Teatro Coccia, 9 novembre 2013. poi 2022 Teatro Franco ParentiMilano poi 2023 TFP milano
- Ti ho sposato per allegria di Natalia Ginzburg, Novara, Teatro Coccia, 14 dicembre 2013
- L'Esposizione Universale, di Luigi Squarzina, Roma, Teatro India, 9 giugno 2015.
- I tre moschettieri. III puntata, di Aldo Trionfo da Dumas, Torino, Teatro Astra, 8 marzo 2016.
- Il padre di Florian Zeller, Massa, Teatro Guglielmi, 20 gennaio 2017.
- Ciao di Walter Veltroni, Firenze, Teatro della Pergola, 24 marzo 2017.
- La domanda della regina di Giuseppe Manfridi e Guido Chiarotti, Trieste, Politeama Rossetti, 25 aprile 2017.
- La menzogna di Florian Zeller, Salerno, Teatro delle Arti, 2 marzo 2019.
- L'infinito tra parentesi di Marco Malvaldi, Cividale del Friuli, Teatro Ristori, 12 luglio 2019.
- Fuoriusciti di Giovanni Grasso, Brescia, Teatro Mina Mezzadri, 14 gennaio 2020.
- La quarta rivoluzione, di Guido Chiarotti e Carlo Longo, Brescia, Teatro Mina Mezzadri, febbraio 2021
- La Mafia di Luigi Sturzo, Teatro della Pergola di Firenze-Accademia Silvio D'Amico, 13 maggio 2021.
- Divina Commedia - La prima giornata, Spoleto, Festival dei Due Mondi, 8 luglio 2021.
- Agnello di Dio, di Daniele Mencarelli, Teatro Sant'Afra di Brescia, 26 aprile 2022.
- L'amore, le armi: Enea, eroe moderno, dall'Eneide di Virgilio, Campania Festival, 12 giugno 2022.
- La zattera di Gericault, di Carlo Longo, Teatro Stabile di Napoli, 27 ottobre 2022.
- Il figlio, di Florian Zeller, Il Parioli di Roma-Teatro della Pergola di Firenze, 19 gennaio 2023.
- Farà giorno di Rosa A. Menduni e Roberto De Giorgi, Teatro Franco Parenti di Milano, 2 maggio 2023.
- Il caso Kaufmann di Giovanni Grasso, CTB Teatro Sociale Brescia, 17 ottobre 2023.
- Gently Down The Stream di Martin Shermann, Teatro Belli di Roma, 1º dicembre 2023.
- La casa nova di Carlo Goldoni, adattamento di Paolo Malaguti, Teatro India di Roma, 14 marzo 2024.

## Televisione
- Gioco perverso, regia di Italo Moscati – film TV (1993) - sceneggiatura
- La partitella, di Giuseppe Manfridi, Rai 2, 10 maggio 1997
- Giacomo il prepotente, di Giuseppe Manfridi, Rai 2, 9 giugno 1998
- Eliseo: un secolo in scena (documentario televisivo, coautore insieme a F. Cappa; regia di G. Ribet)
- John Gabriel Borkman, Rai 5, 31 gennaio 2015
- Farà giorno, di Rosa A. Menduni e Roberto De Giorgi, Rai 5, 25 aprile 2016
- Una serata per Anna Magnani, Rai 1
- il Padre di Florian Zeller RAI5
- La Mafia di Don Sturzo Rai 5 con Marco Odetto

## Radio
- Dinner Party di Pier Vittorio Tondelli, Radio3, 16 dicembre 2001.

## Opere
- Adda passà 'a nuttata ERI edizioni .10 anni di Artisti Riuniti
- La Leggenda del Santo bevitore da Roth a Olmi con Tullio Kezich Camunia edizioni